# Bayingolin
Der Mongolische Autonome Bezirk Bayingolin (chinesisch 巴音郭楞蒙古自治州, Pinyin Bāyīnguōléng Měnggǔ Zìzhìzhōu, uigurisch بايىنغولىن موڭغۇل ئاپتونوم ئوبلاستى Bayinƣolin Mongƣol Aptonom Oblasti, mongolisch ᠪᠠᠶᠠᠨᠭᠣᠣᠯ ᠮᠣᠩᠭᠣᠯ ᠥᠪᠡᠷᠲᠡᠭᠡᠨ ᠵᠠᠰᠠᠬᠤ ᠵᠧᠦ) liegt im mittleren Südosten des Uigurischen Autonomen Gebietes Xinjiang in der VR China. Seine Hauptstadt ist Korla. Bayingolin hat und 1.613.979 Einwohner (Stand: Zensus 2020).

## Beschreibung
Die chinesische Bezeichnung 巴音郭楞,  Bāyīnguōléng ist eine Transliteration aus dem Mongolischen und bedeutet „reiches Flussbecken“. Der autonome Bezirk liegt im Südosten Xinjiangs und grenzt im Osten an die Provinzen Gansu und Qinghai, im Süden an Tibet, im Südwesten an das Kunlun-Gebirge und an die Bezirke Hotan und Aksu im Westen, an Ili und Tacheng im Nordwesten, sowie Changji, Ürümqi, Turpan und Kumul im Norden.
Die maximale Ost-West- und Nord-Süd-Ausdehnung beträgt mehr als 800 Kilometer. Die Fläche umfasst 471.500 Quadratkilometer und macht damit ein Viertel der Gesamtfläche Xinjiangs aus. Damit bildet der Bezirk Bayingolin die größte Verwaltungsregion auf Bezirksebene in China und ist von seiner Fläche her vergleichbar den Provinzen Jiangsu, Zhejiang, Fujian und Jiangxi.
Geografisch können drei große Landschaftsformen unterschieden werden: das Tianshan-Gebirge im Norden, der östliche Teil des Tarimbeckens in der Mitte und das Kulun- und Altun-Gebirge im Süden.

## Verwaltungsgliederung
Dem Autonomen Bezirk unterstehen auf Kreisebene eine Stadt, sieben Kreise und ein autonomer Kreis (Stand: Zensus 2010):
- die Stadt Korla (庫爾勒市 Kù'ěrlè Shì), 7.219 km², 549.324 Einwohner;
- der Kreis Bügür (輪台县 Lúntái Xiàn), 14.185 km², 116.166 Einwohner, Hauptort: Großgemeinde Luntai (輪台鎮);
- der Kreis Hejing (和靜县 Héjìng Xiàn), 34.984 km², 160.804 Einwohner, Hauptort: Großgemeinde Hejing (和靜鎮),
- der Kreis Hoxud (和碩县 Héshuò Xiàn), 12.754 km², 72.556 Einwohner, Hauptort: Großgemeinde Tewilga (特吾裏克鎮),
- der Kreis Bagrax (博湖县 Bóhú Xiàn), 3.597 km², 54.788 Einwohner, Hauptort: Großgemeinde Bohu (博湖鎮),
- der Kreis Lopnur (尉犁县 Yùlí Xiàn), 59.402 km², 96.068 Einwohner, Hauptort: Großgemeinde Yuli (尉犁鎮),
- der Kreis Qakilik (若羌县 Ruòqiāng Xiàn), 199.222 km², 35.580 Einwohner, Hauptort: Großgemeinde Ruoqiang (若羌鎮),
- der Kreis Qarqan (且末县 Qiěmò Xiàn), 138.680 km², 65.572 Einwohner, Hauptort: Großgemeinde Qiemo (且末鎮),
- der Autonome Kreis Yanqi der Hui (焉耆回族自治县 Yānqí), 2.429 km², 127.628 Einwohner, Hauptort: Großgemeinde Yanqi (焉耆鎮).

Beim Zensus im Jahr 2000 hatte Bayingolin 1.056.970 Einwohner (Bevölkerungsdichte: 2,28 Einw./km²).

## Ethnische Gliederung der Bevölkerung (2000)
| Name des Volkes | Einwohner | Anteil |
| --------------- | --------- | ------ |
| Han             | 607.774   | 57,5 % |
| Uiguren         | 345.595   | 32,7 % |
| Hui             | 52.252    | 4,94 % |
| Mongolen        | 43.544    | 4,12 % |
| Sonstige        | 7.805     | 0,74 % |